# Az ókori Izrael törzsei
Izráel törzsei, vagyis a 12 törzs az Ószövetségben, Mózes könyveinek leírása alapján Jákob 12 fiának leszármazottaiból formálódtak.
A 12 törzs: Rúben  ·  Simeon  ·  Lévi  ·  Júda  ·  Dán  ·  Gád  ·  Naftali  ·  Áser  ·  Izsakhár  ·  Zebulon  ·  József  ·  Benjámin
Miután Lévi leszármazottai, az úgynevezett léviták a papi szolgálatokat látták el és az izraelita honfoglalás idején nem kaptak külön földterületet - de hogy a törzsi létszám 12 maradjon - József két fiának leszármazottai: Manassze (Manassé) és Efraim emelkedhettek törzsi rangra.
A modern történelemtudományban szkepticizmus van azzal kapcsolatban, hogy létezett-e valaha tizenkét izraelita törzs, a tizenkettes szám használata náluk a nemzet alapító mítoszának részeként egy szimbolikus hagyományt jelöl. Más történészek egyetértenek a 12 törzs létezésével.
Az Ószövetségben említett héber "ezer" szó jelentését még a teológusok közül is sokan vitatják, és ez magyarázatot adhat a Mózes könyveinek szokatlanul magas népszámlálási számadataira.

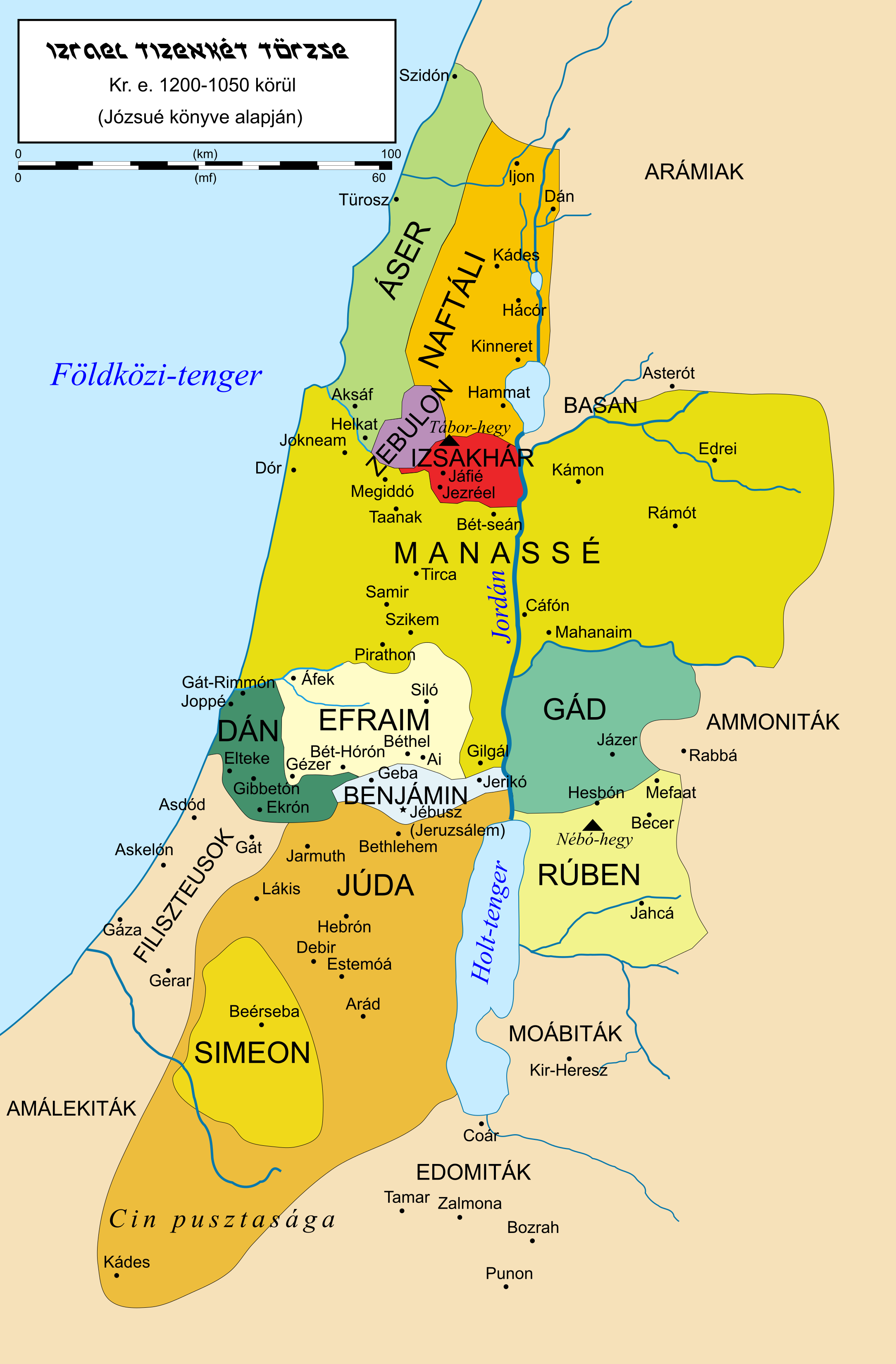
Az izraelita honfoglalás után a 12 törzs területe

## Rúben
Az izraeliták honfoglalása idején a Holt-tenger északi felétől keletre kapott területet - a mai Jordánia területén - Gád törzsétől délre. Mielőtt az izraeliták elfoglalták Kánaánt, ez a törzs Gáddal együtt azt kérte, hogy a Jordán folyótól keletre kaphasson területet a nagy nyájaikra való tekintettel. Meg is kapták azt - Szihon és Óg királyainak legyőzése után - de segíteniük kellett a többi törzsnek Kánaán meghódításában.
Rúben törzsének Izráel későbbi történetében nem volt nagy szerepe.

## Simeon
A honfoglaláskor Kánaán déli részén kaptak területet letelepedésre, Beér-Seva régiójában. Olyan területet kaptak, amely beékelődött Júda örökségébe.
Az 1. népszámláláskor, amelyet nem sokkal az Egyiptomból való kivonulás után tartottak, ebben a törzsben 59 300 hadra fogható férfi volt. Közel 40 évvel később tartott népszámláláskor Simeon törzsében már csak 22 200 férfi volt.
Bár az Ószövetség említi őket a királyság ideje alatt is, úgy tűnik, egyre inkább beleolvadtak Júda törzsébe. Ezékiás király ideje alatt 500 simeonita van említve, akik legyőzték az amálekiták egy részét és a földjükön telepedtek le.

## Lévi
A léviták Lévinek az utódai. Ők lettek az Isten előtti szolgálatokra elhívatva, ők voltak megbízva a szent sátor körüli munkákra, közülük kerültek ki a papok is. A Biblia alapján Mózes és Áron, akik kivezették a zsidókat Egyiptomból, Lévi fiának, Kehátnak az unokái volt. A léviták a többi törzzsel ellentétben nem kaptak saját területet Kánaán elfoglalása után. Speciális vallási és politikai feladataik voltak, amik aztán a salamoni templom, majd a második templom idején végzett szakrális tevékenységekre terjedtek ki. Ezért cserébe tizedet kaptak a többi törzstől. A második templom pusztulása után a rabbinikus judaizmus kialakulása eljelentéktelenítette őket.

## Júda
Jákob az elsőszülött fiúnak járó áldást Rúben helyett Júdára adta, és leszármazottai is már a kezdetektől vezető szerepet játszottak az izraeliták között.
Ez a törzs alkotta Izrael 12 törzsének legnagyobbikát, Kánaán meghódítása előtt szám szerint 76 500 férfit. Ők vezették a kánaániták elleni harcot.
A kánaáni honfoglalás után Palesztina déli részét, a Holt-tengertől nyugatra eső vidéket kapták, Jeruzsálemtől délre. Északon Benjámin törzse, délen a Negev (amely ma sivatag), nyugaton a filiszteusok földje határolta a területét.
Ők vezették a Benjámin törzse elleni büntető hadjáratot is.
Később Júda törzse alkotta a Déli (Júdai) Királyság lakóinak nagy részét.
Ebből a törzsből származott Dávid király, Dániel próféta és Jézus nevelőapja.

## Dán
Mózes 4. könyvében Dán utódai az egyik legnagyobb törzsként jelennek meg, szám szerint 62 700 férfi.
Az izraeliták kánaáni honfoglalása után Dán törzse a tengerpart közelében, a mai Tel-Aviv környező régiójában kapott örökséget. Nem nagy terület volt ez, de annál termékenyebb. Ezzel egyben az izraeliták legerősebb ellenségével, a filiszteusokkal kerültek szomszédságba. 
Ebben az időben itt feküdt Jaffa, a kikötőváros. Sokan itt aztán hajóépítésből és hajózásból éltek. Debóra éneke is említi a törzs férfiainak elmaradását az izraelita harcoktól: "Hát Dán miért időzik hajóinál?"  Dán utódainak jellegzetességei lettek a tengeri hajóutak, ami szokatlan volt az izraelita törzsekre nézve. A szó, hogy Dan és a belőle eredő más szavak aztán elszórva az egész Földközi-tenger térségében megjelentek. John Cox Gawler történész szerint a dániták egész a Brit-szigetekig eljutottak, illetve Thomas Moore szerint még azon túl is.
Dán törzséből származott az erejéről híressé vált Sámson is.
Később Dán törzse (vagy annak egy bizonyos része) a távoli északra került. Kémeket küldtek ki a Kineret-tótól északra fekvő Jordán forrásvidékére, majd 600 fegyveres ember odamasírozott és elfoglalták Lajis (Lais) városát a szidóniaktól. Ezt a meghódított települést aztán átkeresztelték Dánra és a törzs központja lett.
A zsidó írók a továbbiakban gyakran említették Izráelt a következő kifejezéssel: Dántól Beérsebáig ( a legészakibbtól a legdélebbi izraelita településig), amely mintegy 230 km távnak felelt meg.
Amikor az asszírok meghódították az Izraeli Királyságot (Kr. e. 8. század), Dán törzse további sorsának is nyoma veszett.

## Naftáli
A honfoglalás előtt a hadra fogható férfiainak száma 45 400 fő volt.
A törzs a galileai-hegység keleti részén kapott területet, a Kineret-tótól és a Jordán folyó felső völgyétől nyugatra. A területén 19 jelentősebb kánaánita település volt és a honfoglaláskor többől nem tudták elűzni az őslakosokat (pl. Bét Semes, Bét Anát), de később ezeket is elfoglalták. Öröksége hegyvidékes, de termékeny terület volt.
Pekah uralkodása idején III. Tiglát-Pilészer igázta le az északi királyságot és Naftali törzsét is száműzetésbe vitte Asszíriába.

## Gád
Gád törzse a Jordántól keletre telepedett le (a mai Jordánia területén), a Jabbókk és az Arnon folyók között. Területe felölelte a Jordán keleti partjának nagy részén az alföldeket, délen majdnem a Holt-tengerig ért. Gileád nagyrészt Gád területére esett. Gádot északon Manassze, délen pedig Rúben törzse határolta.
A törzs férfiai folytatták őseik foglalkozását, mint állattenyésztők. Ezért is kérték a honfoglalás idején, hogy a Jordántól keletre eső legelőket jelöljék ki a területüknek. Rúben és Manassze fél törzsével együtt meg is kapták azt; mely törzseknek szintén sok jószáguk volt. Gád területét azelőtt az amoriták lakták, akiket az izraeliták itt még Mózes vezetésével legyőztek. Kánaán meghódítása után Józsué részt adott a zsákmányból Gád törzsének, majd hazaküldte a harcoló férfiakat.
Dibon települése, ahol a Kr. e. 9. századból származó híres moábita követ (Mésa-sztélé) találták, azok közé a városok közé tartozott, amelyeket Gád törzse újjáépített, miután elfoglalta a területet.

## Áser
A honfoglalás előtt hadviselő férfiainak száma 53 400 fő volt. 
Területet a galileai-hegység nyugati lejtőjén kapott. Délen a Kármel-hegység, északon Szidón vonala határolta. 
Itt volt Izráel legtermékenyebb vidékeinek egyike.
A törzs további története ismeretlen.

## Izsakhár
A honfoglalás előtt 64 300 fő férfi van említve ebből a törzsből.
Izsakhár (Issakár) törzse a sorsolás után Jezréel-völgyében és annak környékén kapott letelepedésre területet.
A törzsből származott Baása, aki Kr. e. 909 körül megölte Nádábot, az Izraeli Királyság gonosz uralkodóját és maga lépett a trónra. Valószínűleg Omri (Szamária alapítója) is ebből a törzsből származott.

## Manassze
A Manassze (Manassé) törzsi férfiak a honfoglalás előtt 52 700-an voltak. Ők és családjaik a Jordán folyó két partján kaptak birtokot. Nagy területet kaptak, de a honfoglaláskor sok kánaánita várost még nem tudtak bevenni, erre csak később került sor.
E törzsből származott a bírák közül Gedeon, aki megszabadította az izraelitákat a midiániták sanyargatásától.
Manassze területén feküdt Tirca (az ország kettészakadása után az Izraeli Királyság egyik székhelye), majd Szamária, a későbbi főváros is.
A babiloni fogság után sok Manassze törzsbeli család lakott Jeruzsálemben.

## Efraim
A honfoglalás előtt 32 500 férfi tartozott ehhez a törzshöz.
Efraim utódai Kánaán középső részén kaptak birtokot. Hegy- és dombvidékes táj ez, de a földje  termékeny volt és akkor még erdős területek borították. Északon Manassze határolta, délen Benjámin törzse. 
A vallási központ, Siló az ő területükre került. Efraimhoz tartozott Szikhem (Sikhem) is, mint menedékváros.
Józsué (az izraeliták vezetője Kánaán meghódítása idején) és I. Jeroboám (az Északi Izraeli Királyság első királya) is Efraim törzséből származott. A lévita Sámuel próféta Rámában, az itteni hegyvidékén született, és később is itt élt.

## Benjámin
Az izraeliták kánaáni honfoglalásakor, a Jordántól nyugatra, Júda és Efraim törzseinek területe közötti részt kapták, a kánaáni jebuzi nép területét, Jeruzsálem környékén. Jeruzsálemen túl a Benjámin törzsének kijelölt fontosabb kánaáni városok között Jerikó, Béthel, Gibeon, Gibea volt, ebből Béthel végül Efraim törzséé lett.
A honfoglalás után, a bírák korában ez a törzs megtagadta, hogy kiadja a Gibea városában történt bűntett elkövetőit. Ezért háború tört ki közte és a többi izraelita törzs között, és azok majdnem kiirtották Benjámin törzsét.
Izrael első királya, Saul, továbbá Pál apostol is ebből a törzsből származott.
Salamon király halála után Benjámin törzse Júdával együtt alkotta meg a Júdai Királyságot.

## A tíz elveszett törzs
Amikor Izráel „tíz elveszett törzséről" beszélnek, akkor arra a tíz — az Északi Királysághoz tartozó — törzsre utalnak, melyek azután tűntek el, miután a Kr. e. 8. században Asszíria hódításának áldozataivá váltak. Ez a tíz elveszett törzs: Rúben, Simeon, Lévi, Dán, Naftáli, Gád, Áser, Izsakhár, Zebulon, József (Efraim és Manasszé) törzséből állt.